# أوليف يانغ
أوليف يانغ (بالصينية: 楊金秀) هي مهربة مخدرات صينية، ولدت في 24 يونيو 1927 في دول شان، وتوفيت في 13 يوليو 2017 في Mu Se Township ‏ في ميانمار.